# 오노에정
오노에정(尾上町)은 아오모리현 미나미쓰가루군에 있던 정이다. 

## 연혁
- 1889년 4월 1일 - 정촌제 시행과 함께 미나미쓰가루군 오가미촌, 가나타촌, 사루가촌이 성립하였다.
- 1937년 4월 1일 - 오노에 촌과 가네다 촌이 대등 합병해 정제 시행해, 오노에정이 되었다.
- 1955년 1월 1일 - 오노에정, 사루가촌이 합병해, 새로운 오노에정이 되었다.
- 1959년 6월 10일 - 이나카다테촌의 일부를 편입하였다.
- 2006년 1월 1일 - 히라가 정, 이카리가세키촌과 합병해 히라카와시가 되었다.

## 교통

### 철도
철도 노선
- 고난 철도 고난 철도 고난선

### 도로
- 국도 102호선